# Red Eyes
"Red Eyes" is een nummer van de Amerikaanse indierockband The War on Drugs, geleid door gitarist en zanger Adam Granduciel. Het kwam uit op 4 december 2013 als tweede single van het album Lost in the Dream, het derde studio-album van de band. 4 december was de dag dat de band het album aankondigde; het eerste nummer op het album, Under The Pressure, werd pas een half jaar later vrijgegeven. De videoclip werd op 5 maart 2014 gepubliceerd. "Red Eyes" bereikte wereldwijd geen hoge posities op de hitlijsten. In België was de 37ste plaats de hoogste positie en in Nederland kwam het de hitlijsten niet binnen. Het album, dat in maart 2014 uitkwam, kwam in meerdere landen wel op de albumhitlijsten binnen. In mei 2014 riep de Nederlandse radiozender 3FM het lied uit tot Megahit. In 2015 kwam het tevens binnen in de Radio 2 Top 2000.
"Red Eyes" is met bijna vijf minuten een van de kortere liedjes op het album Lost in the Dream. Het bouwt rustig op, met in het directe begin voornamelijk gitaar en zang; de muziek zwelt dan aan en na twee minuten breekt het lied open met een kreet van Granduciel, samen met het plotse gebruik van percussie en elektrische gitaar; het eindigt met een lange fade-out. Het thema van het lied is het "proberen te communiceren, met mensen, met wie dan ook, in een romantische relatie of vriendschap".

## NPO Radio 2 Top 2000
| Nummer met noteringen in de NPO Radio 2 Top 2000 | '15  | '16  | '17  | '18  | '19  | '20  | '21 | '22 | '23 | '24 |
| ------------------------------------------------ | ---- | ---- | ---- | ---- | ---- | ---- | --- | --- | --- | --- |
| Red Eyes                                         | 1834 | 1216 | 1048 | 1274 | 1202 | 1056 | 941 | 864 | 878 | 820 |

1. ↑  Een vetgedrukt getal geeft de hoogste notering aan.
2. ↑  2015 was het eerste jaar met een notering voor dit nummer.